# Rue Major-Martin
La  rue Major-Martin est une voie du quartier des Terreaux dans le 1er arrondissement de Lyon, en France.

## Situation et accès
Elle débute sur la rue Lanterne et aboutit rue Paul-Chenavard. La rue Valfenière commence sur cette voie. La circulation est dans le sens inverse de la numérotation et à double-sens cyclable.

## Origine du nom
La rue est dédiée à Claude Martin (1735-1800). Il sert dans la compagnie française des Indes orientales puis dans la compagnie anglaise des Indes orientales et acquiert une immense fortune qu'il lègue, à sa mort, pour la fondation des écoles de La Martinière.

## Histoire
La rue s'est d'abord appelée rue des Coquilles puis rue Luizerne mais on ignore l'origine de ces deux dénominations. Théodore Ogier donne l'hypothèse qui veut que Luizerne vienne de Lucerna qui signifie lampe à huile en latin, en lien avec la rue Lanterne toute proche.
En 1892, elle prend le nom de rue de Tunisie à la suite de la conquête de la Tunisie par la France. Le 12 juillet 1937, elle reçoit le nom de Major-Martin par décision du conseil municipal.
Au no 7, Flora Tristan vient, en 1844, visiter Éléonore Blanc, une blanchisseuse adepte de ses idées.